# Liste des épisodes de Young Sheldon
La liste des épisodes de Young Sheldon, série télévisée américaine, est constituée de 135 épisodes, au 18 avril 2024.

## Panorama des saisons
| Saison | Nombre d'épisodes | Diffusion originale | Diffusion originale | Diffusion originale | Dates de sortie DVD      | Dates de sortie DVD  |
| Saison | Nombre d'épisodes | Années              | Début de saison     | Fin de saison       | Zone 1 (dont États-Unis) | Zone 2 (dont France) |
| ------ | ----------------- | ------------------- | ------------------- | ------------------- | ------------------------ | -------------------- |
| 1      | 22                | 2017-2018           | 25 septembre 2017   | 10 mai 2018         | 4 septembre 2018         | 21 août 2019         |
| 2      | 22                | 2018-2019           | 24 septembre 2018   | 16 mai 2019         | 3 septembre 2019         | 19 août 2019         |
| 3      | 21                | 2019-2020           | 26 septembre 2019   | 30 avril 2020       | 1er septembre 2020       | 1er décembre 2021    |
| 4      | 18                | 2020-2021           | 5 novembre 2020     | 13 mai 2021         | 7 septembre 2021         | 8 juin 2022          |
| 5      | 22                | 2021-2022           | 7 octobre 2021      | 19 mai 2022         | 6 septembre 2022         | 6 décembre 2023      |
| 6      | 22                | 2022-2023           | 29 septembre 2022   | 18 mai 2023         | 5 septembre 2023         | 22 janvier 2025      |
| 7      | 14                | 2024                | 15 février 2024     | 16 mai 2024         | 24 septembre 2024        | 7 mai 2025           |

## Liste des épisodes

### Première saison (2017-2018)
Composée de vingt-deux épisodes, l'épisode pilote a été diffusé le 25 septembre 2017 sur CBS puis la diffusion s'est poursuivie du 2 novembre 2017 au 10 mai 2018 sur cette même chaîne, aux États-Unis.
1. Sheldon, le surdoué (Pilot)
2. Sheldon rentre au lycée (Rockets, Communist, and the Dewey Decimal System)
3. Poker, Foi et Œufs (Poker, Faith, and Eggs)
4. Grosse Frayeur (A Therapist, a Comic Book, and a Breakfast Sausage)
5. Statistiques (A Solar Calculator, a Game Ball, and a Cheerleader's Bosom)
6. Un écusson, un modem et un antiulcéreux (A Patch, a Modem, and a Zantac)
7. Poitrine fumée et vaudou (A Brisket, Voodoo, and Cannonball Run)
8. Un week-end à Cap Canaveral (Cape Canaveral, Shrodinger's Cat and Cyndy Lauper's Hair)
9. Les héros trichent aussi (Spock, Kirk and Testicular Hernia)
10. Départ pour Dallas (An Eagle Feather, a String Bean, and an Eskimo)
11. Mystique et Mathématiques (Demons, Sunday School, and Prime Numbers)
12. Disputes et Cachotteries (A Computer, a Plastic Pony, and a Case of Beer)
13. Phobie microbienne (A Sneeze, Detention and Sissy Spacek)
14. Seuls à la maison (Potato Salad, a Broomstick, and Dad's Whiskey)
15. Expédition sous bonne escorte (Prefrontal Cortex, Geology and Babysitting)
16. Sheldon acteur (Killer Asteroids, Oklahoma, and a Frizzy Hair Machine)
17. Jiu-jitsu, Papier bulle et Cris (Jiu-jitsu, Bubble Wrap, and Yoo-hoo)
18. Une mère, un fils et le postérieur d'un homme bleu (A Mother, a Child, and a Blue Man’s Backside)
19. Guacamole et Bicyclette (Gluons, Guacamole, and the Color Purple)
20. La Phobie des chiens (A Dog, a Squirrel, and a Fish Named Fish)
21. Un dîner en tête-à-tête (Summer Sausage, a Pocket Poncho, and Tony Danza)
22. Les Prétendants de Maminette (Vanilla Ice Cream, Gentleman Callers, and a Dinette Set)

### Deuxième saison (2018-2019)
Le 5 janvier 2018, la série a été renouvelée pour une deuxième saison de vingt-deux épisodes. Elle a été diffusée du 24 septembre 2018 au 16 mai 2019 sur CBS, aux États-Unis.
1. Sheldon livreur de journaux (A High-Pitched Buzz and Training Wheels)
2. Rencontres entre prodiges (A Rival Prodigy and Sir Isaac Neutron)
3. La Mise à l'épreuve (A Crisis of Faith and Octopus Aliens)
4. Soirée pyjama (A Financial Secret and Fish Sauce)
5. Recherche Universitaire et Pâtisseries Tchécoslovaques (A Research Study and Czechoslovakian Wedding Pastries)
6. Sept pêchés capitaux (Seven Deadly Sins and a Small Carl Sagan)
7. Sheldon s'émancipe (Carbon Dating and a Stuffed Raccoon)
8. Génie informatique et génie pneumatique (An 8-Bit Princess and a Flat Tire Genius)
9. Dynamiques familiales et voiture de sport (Family Dynamics and a Red Fiero)
10. Farces et Attrapes (A Stunted Childhood and a Can of Fancy Mixed Nuts)
11. Une race de surhumains et une lettre à Alf (A Race of Superhumans and a Letter to Alf)
12. Sheldon à l'hôpital (A Tummy Ache and a Whale of a Metaphor)
13. Le Réacteur nucléaire (A Nuclear Reactor and a Boy Called Lovey)
14. Sheldon, justicier (David, Goliath and a Yoo-hoo from the Back)
15. La Leçon d'humilité (A Math Emergency and Perky Palms)
16. Panique chez les Cooper (A Loaf of Bread and a Grand Old Flag)
17. Albert Einstein et l'histoire d'une autre Marie (Albert Einstein and the Story of Another Mary)
18. Test d'aptitude (A Perfect Score and a Bunsen Burner Marshmallow)
19. Le Président des élèves (A Political Campaign and a Candy Land Cheater)
20. Une demande en mariage et un crucifix (A Proposal and a Popsicle Stick Cross)
21. Un cœur brisé et un croque-monstre (A Broken Heart and a Crock Monster)
22. Prix Nobel en direct (A Swedish Science Thing and the Equation for Toast)

### Troisième saison (2019-2020)
Le 22 février 2019, la série a été renouvelée pour une troisième et quatrième saison. Cette saison, composée de vingt-un épisodes, a été diffusée du 26 septembre 2019 au 30 avril 2020 sur CBS, aux États-Unis.
1. Grosses têtes et boules à neige (Quirky Eggheads and Texas Snow Globes)
2. Un placard à balais et une planche de Ouija (A Broom Closet and Satan's Monopoly Board)
3. Des affaires et une fessée (An Entrepreneurialist and a Swat on the Bottom)
4. Hobbits, physique et base-ball (Hobbitses, Physicses and a Ball with Zip)
5. Un ananas et les bases d'une solide amitié masculine (A Pineapple and the Bosom of Male Friendship)
6. Un parasol et un sacré lancer (A Parasol and a Hell of an Arm)
7. Un Pongo Pygmaeus et une culture qui encourage le crachat (Pongo Pygmaeus and a Culture that Encourages Spitting)
8. Péché d'aventure et burritos (The Sin of Greed and a Chimichanga from Chi-Chi's)
9. Une invitation à une fête, des raisins pour le foot et une poule terrestre (A Party Invitation, Football Grapes and an Earth Chicken)
10. Bactéries ou piscine (Teenager Soup and a Little Ball of Fib)
11. Une poule en vie, un poulet frit et une union sacrée (A Live Chicken, a Fried Chicken and Holy Matrimony)
12. Paillettes et boisson chaude (Body Glitter and a Mall Safety Kit)
13. Contrats, règles et un peu de cervelle de porc (Contracts, Rules and a Little Bit of Pig Brains)
14. Mine de platine et prières (A Slump, a Cross and Roadside Gravel)
15. Le Travail de groupe (A Boyfriend's Ex-Wife and a Good Luck Head Rub)
16. Pasadena (Pasadena)
17. Un crime scientifique et un restaurant mexicain (An Academic Crime and a More Romantic Taco Bell)
18. Côtes cassées et détecteur de mensonges (A Couple Bruised Ribds and a Cereal Box Ghost Detector)
19. Maison à vendre (A House for Sale and Serious Woman Stuff)
20. Dent de lait et dieu égyptien (A Baby Tooth and the Egyptian God of Knowledge)
21. Une lettre secrète et un modeste petit morceau de viande (A Secret Letter and a Lowly Disc of Processed Meat)

### Quatrième saison (2020-2021)
Cette quatrième saison, déjà renouvelée le 22 février 2019, est composée de dix-huit épisodes. Elle a été diffusée du 5 novembre 2020 au 13 mai 2021 sur CBS, aux États-Unis.
1. Remises de diplômes (Graduation)
2. Un guide, une jeune fille et un videur du nom de Dalton (A Docent, A Little Lady and a Bouncer Named Dalton)
3. Des petites roues et une poule sans laisse (Training Wheels and an Unleashed Chicken)
4. Camp mystique et carrosse d'amour (Bible Camp and a Chariot of Love)
5. Une crypte qui sent le moisi et un bâtonnet sur lequel faire pipi (A Musty Crypt and a Stick to Pee On)
6. L'orientation d'un bizut et l'inventeur de la fermeture éclair (Freshman Orientation and the Inventor of the Zipper)
7. Un cours de philosophie et des vers qui peuvent vous pourchasser (A Philosophy Class and Worms That Can Chase You)
8. Crise existentielle et bulles de savon (An Existential Crisis and a Bear That Makes Bubbles)
9. Des glaces dégueulasses et le singe d'un joueur d'orgue de Barbarie (Crappy Frozen Ice Cream and an Organ Grinder's Monkey)
10. Aérobic de saloon et 473 boulons à dégraisser (Cowboy Aerobics and 473 Grease-Free Bolts)
11. Un biper, un club et un vieux grincheux plein de rides (A Pager, a Club and a Cranky Bag of Wrinkles)
12. Meemaw, génie scientifique (A Box of Treasure and the Meemaw of Science)
13. Le Bus de vieux machins foutus et un nouveau modèle d'éducation (The Geezer Bus and a New Model for Education)
14. Fils de brute et approbation fiscale (Mitch's Son and the Unconditional Approval of a Government Agency)
15. Un virus, un cœur brisé et un monde de possibilités (A Virus, Heartbreak and a World of Possibilities)
16. Deux prodiges à l'université (A Second Prodigy and the Hottest Tips for Pouty Lips)
17. Le trou noir (A Black Hole)
18. Le monde sauvage de la dynamique non linéaire (The Wild and Woolly World of Nonlinear Dynamics)

### Cinquième saison (2021-2022)
Le 30 mars 2021, la série a été renouvelée pour une cinquième, sixième et septième saison. Cette saison, composée de vingt-deux épisodes, a été diffusée du 7 octobre 2021 au 19 mai 2022 sur CBS, aux États-Unis.
1. Une mauvaise nuit et le Chaos des désirs égoïstes (One Bad Night and Chaos of Selfish Desires)
2. Curiosité mal placée et jumeaux miracle de l'athéisme (Snoopin' Around and the Wonder Twins of Atheism)
3. Énergie potentielle et ivresse sur un banc (Potential Energy and Hooch on a Park Bench)
4. Des balivernes et un tripot secret (Pish Posh and a Secret Back Room)
5. Peluches et corps célestes (Stuffed Animals and A Sweet Southern Syzygy)
6. Le Blanchiment d'argent et la Cascade d'hormones (Money Laundering and a Cascade of Hormones)
7. Génie civil et gel coiffant (An Introduction to Engineering and a Glob of Hair Gel)
8. Le Grand Chancelier et l'Antre du péché (The Grand Chancellor and a Den of Sin)
9. Le Trac et un drôle de guru hypnotique (The Yips and an Oddly Hypnotic Bohemian)
10. Un problème qui coûte cher et une chambre pour faire les andouilles (An Expensive Glitch and a Goof-Off Room)
11. Nuit blanche à la paroisse, miss météo et sale habitude (A Lock-In, a Weather Girl and a Disgusting Habit)
12. Une cadillac rose et une glorieuse danse tribale (A Pink Cadillac and a Glorious Tribal Dance)
13. Des pansements et Cooper le lâcheur (A Lot of Band-Aids and the Cooper Surrender)
14. Un gratte-papier et des ruses féminines (A Free Scratcher and Feminine Wiles)
15. Un homard, un tatou et un chiffre très au-dessus (A Lobster, an Armadillo and a Way Bigger Number)
16. Une valise pleine d'argent et une voiture de clown jaune (A Suitcase Full of Cash and a Yellow Clown Car)
17. Une cacahuète solitaire, un papillon social et la Vérité (A Solo Peanut, a Social Butterfly and the Truth)
18. Des bébés, des mensonges et des cannoli qui sont une pure merveille (Babies, Lies and a Resplendent Cannoli)
19. Un fervent baptiste et un mari torride en récompense (A God-Fearin' Baptist and a Hot Trophy Husband)
20. Oncle Sheldon et des hormones qui se déchaînent (Uncle Sheldon and a Hormonal Firecracker)
21. White trash, évangélistes et coups de poing (White Trash, Holy Rollers and Punching People)
22. Un pore obstrué, un petit Espagnol et le Futur (A Clogged Pore, a Little Spanish and the Future)

### Sixième saison (2022-2023)
Elle est diffusée depuis le 29 septembre 2022.
1. Quatre cents cartouches non déclarées et un problème de nomenclature (Four Hundred Cartons of Undeclared Cigarettes and a Niblingo)
2. Le Worf du futur et la margarita du Pacifique Sud (Future Worf and the Margarita of the South Pacific)
3. La Moisson de la passion et la Sheldocratie (Passion's Harvest and a Sheldocracy)
4. L'Ambition d'une blonde et le Concept du zéro (Blonde Ambition and the Concept of Zero)
5. Le conseiller des résidents et la légalité (A Resident Advisor and the Word 'Sketchy')
6. Une voiture moche, une infidélité et une équipe de haut niveau (An Ugly Car, an Affair and Some Kickass Football)
7. Un écrou plus dur et une note sur un fichier (A Tougher Nut and a Note on File)
8. Du jargon juridique et tout un hoo-ha (Legalese and a Whole Hoo-Ha)
9. Des décrochages et le miracle de Medford (College Dropouts and the Medford Miracle)
10. Le Dimanche des pancakes et flirt dans les manuels (Pancake Sunday and Textbook Flirting)
11. Une stratégie impitoyable et une semaine de repos (Ruthless, Toothless, and a Week of Bed Rest)
12. Une baby shower et des blagues riches en testostérone (A Baby Shower and a Testosterone-Rich Banter)
13. Soirée étudiante ou pyjama et la pire des ampoules (A Frat Party, a Sleepover and the Mother of All Blisters)
14. Une soirée de lancement et un être humain à part entière (A Launch Party and a Whole Human Being)
15. Angoisses adolescentes et marche de la honte (Teen Angst and a Smart-Boy Walk of Shame)
16. Un camion volé et en fuite (A Stolen Truck and Going on the Lam)
17. Une chanson populaire allemande et un père adulte (A German Folk Song and an Actual Adult)
18. Des petits hommes verts et une demande en mariage (Little Green Men and a Fella's Marriage Proposal)
19. Une miss météo et une mère au foyer surprotectrice (A New Weather Girl and a Stay-at-Home Coddler)
20. L'allemand pour débutants et un vieux dingue avec une batte (German for Beginners and a Crazy Old Man with a Bat)
21. Une passerelle romantique et un régime allemand à base de viande (A Romantic Getaway and a Germanic Meat-Based Diet)
22. Une tornade, 10 heures de vol et une très belle bague (A Tornado, a 10-Hour Flight and a Darn Fine Ring)

### Septième saison (2024)
Elle est diffusée à partir du 15 février 2024.
1. Half a Weiner Schnitzel and Underwear in a Tree
2. A Roulette Wheel and a Piano PLaying Dog
3. A Strudel and a Hot American Boy Toy
4. Ants on a Log and a Cheating Winker
5. A Frankenstein's Monster and a Crazy Church Guy
6. Baptists, Catholics and an Attempted Drowning
7. A Proper Wedding and Skeletons in the Closet
8. An Ankle Monitor and a Big Plastic Crap House
9. A Fancy Article and a Scholarship for a Baby
10. Community Service and the Key to a Happy Marriage
11. A Little Snip and Teaching Old Dogs
12. Community Service and the Key to a Happy Marriage
13. Funeral
14. Memoir